# Waitangi (rivière du district de Whangarei)
Pour les articles homonymes, voir Waitangi.
La rivière  Waitangi  (anglais : Waitangi River) est une des deux rivières de ce nom et qui est située dans la région du  Northland de l’Île du Nord de la Nouvelle-Zélande. 

## Géographie
Elle s’écoule vers le sud puis vers l’est à partir de son origine dans les collines au Nord de Whangarei, atteignant la côte Est au niveau de la baie de « Ngunguru Bay », à 5 km au sud de la ville de Ngunguru.